# Vasile Groapă
Vasile Groapă (ur. 23 marca 1955 w Cârlig) – rumuński sztangista.
Dwukrotny olimpijczyk (1980, 1984), srebrny medalista olimpijski (1984) oraz wicemistrz świata (1984) w podnoszeniu ciężarów. 
Startował w wadze półciężkiej (do 90 kg) oraz pierwszej wadze ciężkiej (do 100 kg).

## Osiągnięcia

### Letnie igrzyska olimpijskie
- Moskwa 1980 – 7. miejsce (waga półociężka)
- Los Angeles 1984 –  srebrny medal (pierwsza waga ciężka)

### Mistrzostwa świata
- Gettysburg 1978 – 8. miejsce (waga półciężka)
- Moskwa 1980 – 7. miejsce (waga półciężka) – mistrzostwa rozegrano w ramach zawodów olimpijskich
- Los Angeles 1984 –  srebrny medal (pierwsza waga ciężka) – mistrzostwa rozegrano w ramach zawodów olimpijskich